# Беризо
Беризо (фр. Beurizot) насеље је и општина у источном делу централне Француске у региону Бургоња, у департману Златна обала која припада префектури Монбар.
По подацима из 2011. године у општини је живело 119 становника, а густина насељености је износила 8,21 становника/km². Општина се простире на површини од 14,5 km². Налази се на средњој надморској висини од 352 метара (максималној 513 m, а минималној 332 m).

## Демографија
| 1962. | 1968. | 1975. | 1982. | 1990. | 1999. | 2011. |
| ----- | ----- | ----- | ----- | ----- | ----- | ----- |
| 156   | 165   | 112   | 76    | 97    | 110   | 119   |

График промене броја становника у току последњих година